# Classici latini conservati (753 - 31 a.C.)
Questa è una lista di classici latini conservati dalla fondazione di Roma al 31 a.C., ossia antiche opere letterarie in lingua latina giunte fino a noi, per diverse vie.
Comprende sia opere integre sia opere incomplete o lacunose, di cui però si conservi un numero rilevante di parti. Le opere sono ripartite in sezioni secondo un ordine cronologico; all'interno delle singole sezioni sono elencate in ordine alfabetico.

## Età preletteraria
Il periodo delle origini del teatro e della letteratura latina comprende convenzionalmente l'intervallo di tempo che va dalla fondazione di Roma, tradizionalmente fissata per il 21 aprile del 753 a.C., fino al termine della prima guerra punica, con cui Roma assume il dominio dell'intera penisola italica. Nel 240 a.C. Livio Andronico, liberto di stirpe greca, fece rappresentare la prima vera opera teatrale della latinità.
Il motivo principale secondo cui la letteratura latina nacque solo cinquecento anni dopo la fondazione della città, risiederebbe nel fatto che Roma rimase per molti secoli un piccolo Stato agricolo, fondato su un'aristocrazia di piccoli proprietari terrieri in una società altamente militarizzata. Le continue guerre per il dominio di nuovi territori, mal si conciliavano, infatti, con lo sviluppo della fantasia e la creatività letteraria. Il fatto poi che, sotto i Tarquini, Roma abbia avuto un periodo di relativo splendore ed espansione economico-commerciale, proprio perché erano sovrani etruschi, non favorì di certo una cultura latina originale.
La letteratura latina poté, pertanto, nascere solo quando Roma ebbe il sopravvento sull'intera Italia peninsulare, e quindi su molte città della Magna Grecia, che furono inglobate insieme alla loro cultura ellenistica (vedi guerre pirriche). In effetti le forme della letteratura latina sono per la maggior parte derivate da quella greca. Ciò non significa che la letteratura latina non riuscì, col tempo, ad affermare una sua propria originalità, certamente partendo da una prima fase di imitazione di quanto i Greci erano riusciti a costruire in secoli della loro storia.
Vero è anche che la letteratura latina fu influenzata non solo dai Greci del sud della penisola italica, ma anche dagli Etruschi (a nord), che dominarono Roma per almeno un secolo. Questi ultimi influenzarono enormemente la città latina, soprattutto nella concezione religiosa, ossessionati com'erano dal pensiero della morte, dall'oltretomba, immaginato con caratteri assai spaventosi, oltreché dall'arte degli aruspici e degli auguri. Un episodio curioso viene raccontato da Floro, secondo il quale il re Tarquinio Prisco:
(Floro, Epitoma de Tito Livio bellorum omnium annorum DCC, I, 5.3-5.)
| Autore | Anno pubblicazione | Volumi/Volumi pervenuti | genere            | Titolo                 | Contenuto                                                                                                | Testo in latino                      | Traduzioni |
| ------ | ------------------ | ----------------------- | ----------------- | ---------------------- | --- | ------------------------------------ | ---------- |
| -      | 575-550 a.C. circa | iscrizione              | iscrizione        | Lapis niger            | Iscrizione con una delle più antiche testimonianze scritte della lingua latina, la prima ad uso pubblico | Testo latino originale in Wikisource | -          |
| -      | 451-449 a.C.       | frammenti               | raccolta di leggi | Leggi delle XII tavole | Costituiscono la prima redazione scritta di leggi nella storia di Roma                                   | Testo latino originale in Wikisource | -          |
| -      | 340 a.C. circa     | iscrizione              | iscrizione        | Cista Ficoroni         | Iscrizione in vaso cilindrico: Dindia Macolnia Filiae dedit; Novius Plautius me Romae fecit.             | -                                    | -          |

## Media età repubblicana (III secolo - 78 a.C.)
Dopo una fase preletteraria, identificata tradizionalmente con il periodo che va dalla fondazione di Roma (753 a.C.), al 240 a.C. con Livio Andronico si ebbe la nascita vera e propria di una letteratura latina a Roma. La letteratura latina poté, infatti, nascere solo quando Roma ebbe il sopravvento sull'intera Italia peninsulare, e quindi su molte città della Magna Grecia, che furono inglobate insieme alla loro cultura ellenistica (vedi guerre pirriche). In effetti le forme della letteratura latina sono per la maggior parte derivate da quella dei Greci. Non a caso il grande poeta Orazio descrive il momento storico di passaggio dall'età prelettararia a quella letteraria grazie all'influsso dei Greci, come segue:
(Orazio, Epistulae, II, 1.156-160.)
| Autore                          | Anno pubblicazione                               | Volumi/Volumi pervenuti                                                | genere                                               | Titolo | Contenuto | Testo in latino                                  | Traduzioni                                                               |
| ------------------------------- | ------------------------------------------------ | ---------------------------------------------------------------------- | ---------------------------------------------------- | --- | --- | ------------------------------------------------ | ------------------------------------------------------------------------ |
| Livio Andronico                 | 240 a.C.                                         | 24 libri (frammenti)                                                   | Poema epico                                          | Odusia | Traduzione e adattamento dall'Odissea di Omero | Testo latino originale in Wikisource             |                                                                          |
| Livio Andronico                 | 240 a.C. circa                                   | 8 tragedie (frammenti)                                                 | Cothurnatae (tragedie di argomento greco)            | Aiax mastigophorus, Andromeda, Aegisthus e Equos Troianus | | Testo latino originale in Wikisource             |                                                                          |
| Nevio                           | 218-202 a.C.                                     | pochi frammenti                                                        | Poema epico                                          | Bellum Poenicum | Trattava della prima guerra punica | Testo latino originale da "The latin library"    |                                                                          |
| Fabio Pittore                   | 216 a.C. circa                                   | pochi frammenti                                                        | Opera storiografica in greco, poi tradotta in latino | Annales | Narrava l'intera storia romana, includendo il mito di Enea, la fondazione di Roma (datata da Pittore al 747 a.C.), i re albani, fino alla seconda guerra punica, e si concludeva con la battaglia del Trasimeno (217 a.C.) o quella di Canne (216 a.C.) |                                                  |                                                                          |
| Nevio                           | 208 a.C. circa                                   | pochi frammenti                                                        | Tragedie                                             | Romulus, Clastidium e Lycurgus | In Romulus si parla della vicenda di Romolo e Remo; in Clastidium narra della battaglia di Clastidium del 222 a.C. vinta da Marcello contro i Galli, vittoria che permise ai romani di conquistare la Gallia Cisalpina; in Lycurgus la storia ruota attorno al re di Tracia Licurgo, che cacciò dalla sua terra il dio Bacco e le Baccanti. | Testo latino originale da "Biblioteca augustana" |                                                                          |
| Ennio                           | 203-169 a.C. circa                               | 18 libri di cui sono rimasti solo 600 versi su 30.000                  | Poema epico                                          | Annales | Celebra due condottieri romani: Marco Fulvio Nobiliore e Scipione Africano | Testo latino originale in Wikisource             |                                                                          |
| Plauto                          | 202-184 a.C. circa                               | 21 commedie integre                                                    | Fabulae palliatae                                    | Asinaria, Casina e Persa | Commedie delle beffe, con punte di ironia e crudeltà | Testo latino originale in Wikisource qui e qui   |                                                                          |
| Plauto                          | 202-184 a.C. circa                               | 21 commedie integre                                                    | Fabulae palliatae                                    | Mercator, Mostellaria, Stichus e Trinummus | Commedie del romanzesco, dell'avventura e del viaggio | Testo latino originale in Wikisource qui e qui   |                                                                          |
| Plauto                          | 202-184 a.C. circa                               | 21 commedie integre                                                    | Fabulae palliatae                                    | Cistellaria, Curculio, Epidicus e Poenulus | Commedie del riconoscimento finale | Testo latino originale in Wikisource qui e qui   |                                                                          |
| Plauto                          | 202-184 a.C. circa                               | 21 commedie integre                                                    | Fabulae palliatae                                    | Anphitruo, Bacchides e Menaechmi | Commedie dei sosia, sul gioco delle somiglianze | Testo latino originale in Wikisource qui e qui   |                                                                          |
| Plauto                          | 202-184 a.C. circa                               | 21 commedie integre                                                    | Fabulae palliatae                                    | Miles gloriosus, Pseudolus e Truculentus | Commedie della caricatura, dove l'aspetto caricaturaile dei personaggi prevale sull'intreccio | Testo latino originale in Wikisource qui e qui   |                                                                          |
| Plauto                          | 202-184 a.C. circa                               | 21 commedie integre                                                    | Fabulae palliatae                                    | Aulularia, Captivi e Rudens | Commedie composite, in cui ricorrono contemporaneamente alcuni degli aspetti delle precedenti tipologie di commedia | Testo latino originale in Wikisource qui e qui   |                                                                          |
| Plauto                          | 202-184 a.C. circa                               | 21 commedie integre                                                    | Fabulae palliatae                                    | Vidularia | | Testo latino originale in Wikisource             |                                                                          |
| Cecilio Stazio                  | 202-168 a.C.                                     | frammenti per un totale di circa 280 versi                             | 42 palliatae                                         | Aethrio, Andrea, Androgynos, Asotus, Chalcia, Chrysion, Dardanus, Davos, Demandati, Ephesio, Epicleros, Epistathmos, Epistola, Ex hautu hestos, Exul, Fallacia, Gamos, Harpazomene, Hymnis, Hypobolimaeus sive Subditivos, Hypobolimaeus Chaerestratus, Hypobolimaeus Rastraria, Hypobolimaeus Aeschinus, Imbrii, Karine, Meretrix, Nauclerus, Nothus Nicasio, Obolostates sive Faenerator, Pausimachus, Philomena, Plocium, Polumeni, Portitor, Progamos, Pugil, Symbolum, Synaristosae, Synephebi, Syracusii, Titthe e Triumphus | Rispetto a Nevio e Plauto fu artefice di una maggiore fedeltà agli originali greci, dei quali in molti casi non tradusse i titoli, a testimonianza della sempre maggiore ellenizzazione della cultura romana | Testo latino originale in Wikisource             |                                                                          |
| Catone il Censore               | 195-187 a.C. circa                               | Frammenti                                                              | Orazioni                                             | Orationes | Orazioni varie esposte in Senato tra il 195 ed il 187 a.C. | Testo latino originale in Wikisource             |                                                                          |
| Catone il Censore               | 174-149 a.C.                                     | Frammenti di 7 libri                                                   | Saggio storico                                       | Origines | Prima opera storiografica in lingua latina, che permettono tuttavia di conoscere quale fosse il contenuto generale dell'opera: dal mito troiano di Enea fino al 149 a.C. |                                                  |                                                                          |
| Terenzio Afro                   | 166 a.C. circa                                   | 6 commedie integre                                                     | Palliata                                             | Andria | È una contaminazione di due opere di Menandro, l'Andria e la Perinthiadei | Testo latino originale in Wikisource             | Traduzione italiana in Wikisource                                        |
| Terenzio Afro                   | 165 a.C. circa                                   | 6 commedie integre                                                     | Palliata                                             | Hecyra | È una contaminazione tra un'opera omonima di Apollodoro di Caristo e gli Epitrèpontes di Menandro | Testo latino originale in Wikisource             |                                                                          |
| Terenzio Afro                   | 163 a.C. circa                                   | 6 commedie integre                                                     | Palliata                                             | Heautontimorumenos | È un'opera rielaborata dall'omonima commedia di Menandro | Testo latino originale in Wikisource             |                                                                          |
| Terenzio Afro                   | 161 a.C. circa                                   | 6 commedie integre                                                     | Palliata                                             | Eunuchus | È una commedia ispirata da due diverse opere di Menandro, l'Eunuchus e il Colax | Testo latino originale in Wikisource             |                                                                          |
| Terenzio Afro                   | 161 a.C. circa                                   | 6 commedie integre                                                     | Palliata                                             | Phormio | È una rielaborazione dell'Epidikazòmenos di Apollodoro di Caristo | Testo latino originale in Wikisource             |                                                                          |
| Terenzio Afro                   | 160 a.C. circa                                   | 6 commedie integre                                                     | Palliata                                             | Adelphoe | Rielaborazione dell'opera omonima di Menandro, con l'aggiunta di una scena dei Synapothnèskontes di Difilo | Testo latino originale in Wikisource             |                                                                          |
| Pacuvio                         | 160-140 a.C. circa                               | 365 frammenti per un totale di circa 400 versi                         | Cothurnatae (tragedie di argomento greco)            | Antiope, Armorum iudicium, Atalanta, Chryses, Dulorestes, Hermiona, Iliona, Medus, Niptra, Pentheus, Periboea e Teucer | Trattavano temi riguardanti i maggiori cicli mitici, come quello troiano (Armorum iudicium, Iliona, Niptra, Teucer, e Protesilaus), quello di Oreste (Chryses, Dulorestes, Hermiona), tebano (Antiope) e argonautico (Medus). |                                                  |                                                                          |
| Catone il Censore               | 160 a.C. circa                                   | 1 libro                                                                | trattato                                             | De agri cultura | Manuale in tre libri sulla gestione ottimale della villa rustica. | Testo latino originale in Wikisource             | Traduzione francese in Wikisource ; traduzione inglese in Lacus Curtius. |
| Lucio Accio                     | 140-85 a.C. circa                                | Frammenti                                                              | Cothurnatae (tragedie di argomento greco)            | Achilles, Aegisthus, Agamemnonidae, Alcestis, Alcmeo, Alphesiboea, Amphitruo, Andromeda, Antenoridae, Antigona, Armorum iudicium, Astyanax, Athamas, Atreus, Bacchae, Chrysippus, Clutemestra, Deiphobus, Diomedes, Epigoni, Epinausimache, Erigona, Eriphyla, Eurysaces, Hecuba, Hellenes, Medea, Melanippus, Meleager, Minos, Myrmidones, Neoptolemus, Nyctegresia, Oenomaus, Pelopidae, Persidae, Philocteta, Phinidae, Phoenissae, Prometheus, Stasiastae, Telephus, Tereus, Thebais e Troades                                 | | Testo latino originale in Wikisource             |                                                                          |
| Lucio Accio                     | 140-85 a.C. circa                                | Frammenti                                                              | Praetextae (tragedie di argomento romano)            | Brutus e Decius (o Aeneadae) | | Testo latino originale in Wikisource             |                                                                          |
| Lucio Accio                     | 140-85 a.C. circa                                | Frammenti                                                              | Carmina (poesie)                                     | Didascalica (in cui propone riforme ortografiche), Pragmatica, Parerga, Praxidica, Annales (27 libri in esametri, più che di un poema epico si trattava di un calendario poetico), Sotadicorum liber | | Testo latino originale in Wikisource             |                                                                          |
| Porcio Licino Catulo Volcacio   | fine II secolo a.C. e inizio I secolo a.C. circa | pochi frammenti (23 versi); Epigramma 1 e 2 (Morel); Epigramma 1 Morel |                                                      | | |                                                  |                                                                          |
| Anonimo (Cicerone o Cornificio) | 90 a.C. circa                                    | 4 libri                                                                | trattato retorico                                    | Rhetorica ad Herennium | Manuale di retorica. |                                                  | Traduzione inglese in Lacus Curtius                                      |
| Cicerone                        | 90 a.C. circa?                                   | Frammenti                                                              | opera poetica e epico-storico                        | Aratea | Libera traduzione giovanile dei Fenomeni celesti del poeta ellenistico Arato di Soli |                                                  |                                                                          |
| Cicerone                        | 81 a.C.                                          | 2 libri (+ 2 perduti)                                                  | Trattato retorico                                    | De inventione | Il titolo deriva dalla parte che Cicerone espone in modo compiuto, dopo aver chiarito la suddivisione dell’ars rhetorica (inventio, dispositio, elocutio, memoria, pronuntiatio): l'inventio definisce l'individuazione di tutto ciò che serve all'oratore per sviluppare le sue argomentazioni | Testo latino originale in Wikisource             | Traduzione inglese in Wikisource                                         |
| Cicerone                        | 81 a.C.                                          | 31 capitoli                                                            | Orazione forense                                     | Pro Quinctio | L'ingresso di Cicerone nella carriera forense avvenne ufficialmente nell'81 a.C. con la sua prima orazione pubblica, la Pro Quinctio, per una causa in cui ebbe come avversario il più celebre oratore del tempo, Quinto Ortensio Ortalo. | Testo latino originale in Wikisource             | Traduzione inglese in Wikisource                                         |
| Cicerone                        | 80 a.C.                                          | 154 capitoli                                                           | Orazione forense                                     | Pro Roscio Amerino | L'esordio di Cicerone nell'oratoria a carattere politico, almeno secondo le testimonianze scritte a noi disponibili, si ebbe con la Pro Roscio Amerino, molto concitata ed a tratti enfatica, che conserva molto di scolastico nello stile esuberante. Qui Cicerone difese con successo un figlio ingiustamente accusato di parricidio, dimostrando grande coraggio nell'assumersene la difesa: il parricidio era considerato tra i crimini peggiori, e i veri colpevoli dell'omicidio erano sostenuti dal liberto di Silla, Lucio Cornelio Crisogono. Se Silla avesse voluto, sarebbe stato fin troppo facile eliminare Cicerone, proprio alla sua prima apparizione nei tribunali. | Testo latino originale in Wikisource             | Traduzione inglese in Wikisource                                         |

## Tarda età repubblicana (78 - 31 a.C.)
La morte di Silla è l'evento che sembra chiudere un'epoca storica per aprirne un'altra, inizialmente caratterizzata dalla brama di potere degli optimates che scatenò numerose reazioni in tutto il territorio sottomesso da Roma.
Il periodo compreso tra il 78 a.C. ed il 43 a.C. fu caratterizzato da un clima rovente e da un ambiente in cui spiccarono le figure di Sertorio, Spartaco, Mitridate, Lucullo, Catilina, Cicerone, Pompeo, Crasso e Cesare, il grande condottiero che incoraggiò la fusione fra i romani conquistatori e le popolazioni soggiogate.
Fu un'epoca in cui si presentarono grandi novità, sia in ambito civile che letterario: i grandi modelli della letteratura e dell'arte greca, infatti, vennero assimilati e rielaborati in modo tale da essere adeguati alla sensibilità ed alla spiritualità del tempo: il contrasto tra vecchio e nuovo spesso si notò anche nello spirito e nell'opera di uno stesso autore.
Marco Terenzio Varrone detto Reatino (116 a.C.-27 a.C.), definito da Francesco Petrarca il terzo gran lume romano e da Marco Fabio Quintiliano vir Romanorum eruditissimus (l'uomo più erudito fra i romani), rappresentò il più grande consuntivo della civiltà romana tradizionale, basata sull'osservanza del mos maiorum; fu autore, inoltre, di un'analisi della società a lui contemporanea, intrisa di turbinose vicende politiche e di decadenza morale, nella sua opera più caratteristica, i 150 libri di Saturae Menippeae. Varrone fu un autore molto eclettico: le sue opere (circa 74 in 620 libri) sono raggruppabili in opere storiche ed antiquarie, opere di storia letteraria e linguistica, opere didascaliche, opere di creazione artistica; tuttavia, ci sono pervenuti solamente alcuni libri del De lingua latina e i tre libri del De re rustica.
Marco Tullio Cicerone (106 a.C.-43 a.C.), l'autore da cui prende nome questo periodo, fu una delle più complesse e ricche personalità del mondo romano, dominatore della cultura, del pensiero e dell'arte di un'epoca gloriosa. Manifestò la difesa della tradizione politica e culturale dell'età precedente attingendo e rimodernando spunti e teorie da diversi campi della civiltà ellenica, con nuova ricchezza dei mezzi espressivi.
Considerato dai contemporanei il re del foro e da Quintiliano l'exemplum (il modello) a cui si doveva ispirare chi studiava eloquenza, Cicerone, grazie alla sua notevole produzione letteraria (insieme a Varrone, l'autore più fecondo della romanità), alla sua abilità nell'oratoria, alla sua espressione retorica ed al suo ideale di humanitas (basato su un'idea di cultura legata ai più autentici valori umani e sulla dignità della persona), segnò un'orma incancellabile nella storia della lingua latina e si propose come coscienza critica per l'uomo di ogni tempo.
| Autore                | Anno pubblicazione                             | Volumi/Volumi pervenuti                              | genere                                         | Titolo                             | Contenuto | Testo in latino                             | Traduzioni |
| --------------------- | ---------------------------------------------- | ---------------------------------------------------- | ---------------------------------------------- | ---------------------------------- | --- | ------------------------------------------- | --- |
| Cesare Siro Bibaculo  | I secolo a.C.                                  | Frammenti                                            | Vario                                          | Vari                               | Epigramma 91 Morel (Fragmenta Poetarum Latinorum 91); Sententiae; Epigramma 1 (Buechner) e 2 (Morel) | Testo originale delle Sententiae di Siro    | |
| Lucrezio              | I secolo a.C. (dal 75 a.C. circa)              | 6 libri                                              | Poema didascalico epico-filosofico in esametri | De rerum natura                    | Il filosofo e poeta latino si fa portavoce delle teorie epicuree riguardo alla realtà della natura e al ruolo dell'uomo in un universo atomistico, materialistico e meccanicistico. Si tratta di un richiamo alla responsabilità personale, e di un incitamento al genere umano affinché prenda coscienza della realtà, nella quale gli uomini sin dalla nascita sono vittime di passioni che non riescono a comprendere. | Testo latino originale in Wikisource        | Traduzione italiana in Wikisource ; Traduzione inglese in Wikisource                                                                                  |
| Cicerone              | 76 a.C.                                        | 56 capitoli                                          | Orazione forense                               | Pro Roscio comoedo                 | Orazione pronunciata in difesa dell'attore Quinto Roscio | Testo latino originale in Wikisource        | Traduzione italiana del Progetto Ovidio; Traduzione inglese in Wikisource                                                                             |
| Cicerone              | 70 a.C.                                        | parte preliminare (Divinatio in Caecilium) e 2 libri | Orazione accusatoria                           | In Verrem                          | Furono elaborate in occasione di una causa di diritto penale discussa a Roma, che vedeva come accusatori il popolo della ricca provincia di Sicilia e l'ex propretore dell'isola Gaio Licinio Verre come imputato. L’accusa mossa nei suoi confronti era de pecuniis repetundis, cioè di concussione, reato consumato durante il triennio di governo dal 73 al 71 a.C.. I siciliani, che avevano conosciuto poco tempo prima Cicerone come questore di Lilibeo, gli affidarono l'accusa. | Testo latino originale in Wikisource        | Traduzione inglese in Wikisource di Charles D. Yonge                                                                                                  |
| Cicerone              | 69 a.C.                                        | frammenti                                            | Orazione difensiva                             | Pro Marco Tullio                   | Si tratta di un discorso giudiziario pronunciato nel 71 a.C. dall'oratore romano Marco Tullio Cicerone. Dopo aver esercitato la questura in Sicilia presso Lilibeo nel 75 a.C., Cicerone, avendo compreso che il successo politico dipendeva dall'attività nell'Urbe, pronunciò numerose orazioni giudiziarie in modo da aumentare la sua fama. | Testo latino originale in Wikisource        | Traduzione inglese in Wikisource |
| Cicerone              | 69 a.C.                                        | frammenti                                            | Orazione difensiva                             | Pro Fonteio                        | Cicerone, che nel 69 a.C. ricopriva l'edilità, accettò di difendere Marco Fonteio, ex governatore della Gallia Narbonense, sebbene le accuse contro di lui fossero del tutto simili a quelle che lo stesso Cicerone, l'anno precedente, aveva rivolto a Gaio Verre. | Testo latino originale in Wikisource        | Traduzione inglese in Wikisource |
| Cicerone              | 69-68 a.C.                                     | 104 capitoli                                         | Orazione forense                               | Pro Aulo Caecina                   | Orazione pronunciata per il querelante in un processo civile per un'azione di rivendicazione. Il fondamento giuridico è l'interdetto de vi armata (rimedio del possessore contro lo spossessamento violento). Sostenitore della parte avversa è Gaio Calpurnio Pisone; entrambe le parti fanno ricorso manifestamente all'autorevolezza del giurista Gaio Aquilio Gallo. | Testo latino originale in Wikisource        | Traduzione inglese in Wikisource |
| Cicerone              | 66 a.C.                                        | 71 capitoli                                          | Orazione forense                               | Pro Aulo Cluentio Habito           | Orazione pronunciata dinanzi al tribunale penale competente per i crimini di veneficio ("quaestio de sicariis et veneficis"). È tra le più lunghe e complesse orazioni ciceroniane pervenuteci e verosimilmente non fu pronunciata in un'unica udienza; si ritiene inoltre che essa sia stata in un primo momento appuntata e che solo più tardi l'autore abbia rivisto il testo, prima della sua diffusione. | Testo latino originale in Wikisource        | Traduzione inglese in Wikisource |
| Cicerone              | 66 a.C.                                        | 71 capitoli                                          | Orazione politica                              | De imperio Cn. Pompei ad quirites  | Orazione di carattere politico pronunciata di fronte al popolo in occasione dell'attribuzione, effettuata su proposta del tribuno della plebe Gaio Manilio, a Gneo Pompeo di poteri speciali per la conduzione di una campagna militare contro il re del Ponto Mitridate VI. | Testo latino originale in Wikisource        | Traduzione inglese in Wikisource |
| Cicerone              | 63 a.C.                                        | 4 orazioni (1 andata perduta)                        | Orazione politica                              | De lege agraria contra Rullum      | Orazione pronunciata durante l'anno di consolato, tenuta in Senato (I) e davanti al popolo (II/III); un quarto dell'orazione è stato perduto. | Testo latino originale in Wikisource        | |
| Cicerone              | 63 a.C.                                        | 31 capitoli                                          | Orazione difensiva                             | Pro C. Rabirio perduellionis reo   | Orazione pronunciata nel ruolo di difensore a favore di Gaio Rabirio, accusato di alto tradimento. | Testo latino originale in Wikisource        | Traduzione inglese in Loeb Classics |
| Cicerone              | 63 a.C.                                        | 90 capitoli                                          | Orazione difensiva                             | Pro Lucio Murena                   | Orazione pronunciata nel ruolo di difensore di Lucio Licinio Murena in un processo di corruzione elettorale. | Testo latino originale in Wikisource        | Traduzione inglese in Loeb Classics |
| Cicerone              | 63-62 a.C.                                     | 4 orazioni                                           | Orazioni retoriche                             | Catilinariae                       | Orazioni contro Lucio Sergio Catilina: i discorsi del 7 e dell'8 novembre 63 a.C. pronunciati di fronte al Senato (I) e al popolo (II); i discorsi della scoperta e della condanna dei seguaci di Catilina, del 3 dicembre di fronte al popolo (III) e del 5 dicembre di fronte al Senato (IV). | Testo latino originale in Wikisource        | Traduzione italiana del Progetto Ovidio; Traduzione francese in Wikisource                                                                            |
| Cicerone              | 63-43 a.C.                                     | 16 epistulae                                         | Epistolario                                    | Epistulae ad Atticum               | Contengono le lettere indirizzate dall'oratore all'amico Tito Pomponio Attico. | Testo latino originale in Wikisource        | Traduzione inglese in Wikisource |
| Cicerone              | 63-43 a.C.                                     | 16 epistulae                                         | Epistolario                                    | Epistulae ad familiares            | Contengono le lettere indirizzate dall'oratore a personaggi della vita pubblica, come Gneo Pompeo Magno, Gaio Giulio Cesare e Asinio Pollione, e privata, come la moglie Terenzia o il liberto Tirone. Le lettere non sono suddivise secondo un criterio cronologico, ma secondo il destinatario cui sono indirizzate. | Testo latino originale in Wikisource        | Traduzione inglese in Wikisource |
| Cicerone              | 62 a.C.                                        | 93 capitoli                                          | Orazione difensiva                             | Pro P. Cornelio Sulla              | Orazione pronunciata nel ruolo di difensore di Publio Cornelio Silla. | Testo latino originale in Wikisource        | Traduzione inglese in Loeb Classics |
| Cicerone              | 62 a.C.                                        | 32 capitoli                                          | Orazione difensiva privata                     | Pro Archia poeta                   | Orazione pronunciata nel ruolo di difensore del poeta Aulo Licinio Archia. | Testo latino originale in Wikisource        | Traduzione italiana da Progetto Ovidio Traduzione inglese in Loeb Classics                                                                            |
| Cicerone              | 60-55 a.C.                                     | frammenti di 3 libri                                 | Poema autobiografico                           | De consulatu suo                   | Poema autobiografico in cui Cicerone ripercorreva gli eventi del 63 a.C., anno del suo consolato. | Testo latino originale in Wikisource        | Traduzione inglese in Wikisource |
| Catullo               | 60-54 a.C. circa                               | 116 carmi                                            | raccolta di poesie                             | Carmi                              | La prima parte (1-60), detta nugae (termine che significa "sciocchezze"), raccoglie carmi brevi scritti in metro vario, scazonti e saffici; La seconda parte (61-68), detta carmina docta, contiene elegie, epitalami e poemetti più lunghi ed impegnativi secondo il gusto erudito della poesia alessandrina; La terza parte (69-116) è composta dagli epigràmmata, ossia da epigrammi in distici elegiaci. | Testo latino originale in Wikisource        | Traduzione italiana in Wikisource di Mario Rapisardi (1889)                                                                                           |
| Cicerone              | 59 a.C.                                        | frammenti                                            | Orazione difensiva privata                     | Pro L. Valerio Flacco              | Orazione pronunciata nel ruolo di difensore del pretore del 63 a.C., Lucio Valerio Flacco. | Testo latino originale in Wikisource        | |
| Cesare                | 58-50 a.C.                                     | 8 libri                                              | saggio storico e geografico                    | Commentarii de bello Gallico       | Cesare descrisse minuziosamente la conquista della Gallia, inserendo nella narrazione molte curiosità sugli usi e sui costumi delle tribù barbariche con cui veniva a contatto (Elvezi, Galli e Germani), difendendo il proprio operato. Non si può forse ritenerla un'opera rigorosamente storica, poiché in parte autobiografica. | Testo latino originale in Wikisource        | Traduzione italiana del "Progetto Ovidio" e del progetto "Ebook gratis in pdf"; Traduzione inglese in Wikisource di William A. McDevitte e W. S. Bohn |
| Cicerone              | 57 a.C.                                        | 39 capitoli                                          | Orazione davanti al Senato                     | Post reditum in Senatu             | Orazione pronunciata il 5 settembre del 57 a.C. davanti al Senato in occasione del suo ritorno dall'esilio. | Testo latino originale in Wikisource        | |
| Cicerone              | 57 a.C.                                        | 25 capitoli                                          | Orazione davanti al Popolo romano              | Post reditum ad Quirites           | Orazione pronunciata il 5 settembre del 57 a.C. davanti al popolo romano in occasione del suo ritorno dall'esilio. | Testo latino originale in Wikisource        | |
| Cicerone              | 57 a.C.                                        | 147 capitoli                                         | Orazione politica                              | Pro domo sua                       | In questa arringa, De domo sua ad pontifices ("Sulla propria casa, al collegio pontificale" 57 a.C.), Cicerone chiede di riavere l'area e i fondi per ricostruire la sua casa, confiscatagli durante l'esilio e con una parte delle proprietà del Palatino consacrata alla dea Libertas; egli dichiara questa consacrazione invalida per ottenerne la restituzione contro Publio Clodio Pulcro. | Testo latino originale in Wikisource        | |
| Cicerone              | 56 a.C.                                        | 63 capitoli                                          | Orazione politica                              | De haruspicum responsis            | Il tema dell'orazione è un responso emesso dagli aruspici in quello stesso anno, di cui si era servito Publio Clodio Pulcro, all'epoca edile curule, per accusare Cicerone di sacrilegio e costringerlo a rinunciare alla sua casa sul Palatino, oggetto di una lunga contesa tra i due. Nell'orazione Cicerone si difende, assicurandosi il possesso della casa, e ritorce l'accusa contro lo stesso Clodio, dichiarandolo sacrilego e nemico della Repubblica. | Testo latino originale in Wikisource        | |
| Cicerone              | 56 a.C.                                        | 69 capitoli                                          | Orazione difensiva                             | Pro Sestio                         | L'oratore difende il tribuno della plebe Sestio. Questo era accusato di aver organizzato delle bande armate (de vi)) da opporre a quelle di Clodio per favorire il rientro in patria di Cicerone. | Testo latino originale in Wikisource        | |
| Cicerone              | 56 a.C.                                        | 17 capitoli                                          | Orazione giuridica                             | In P. Vatinium testem interrogatio | Orazione accusatoria contro Publio Vatinio riguardo all'interrogatorio nel processo contro Publio Sestio. | Testo latino originale in Wikisource        | Traduzione italiana del Progetto Ovidio |
| Cicerone              | 56 a.C.                                        | 80 capitoli                                          | Orazione giuridica                             | Pro Marco Caelio                   | Orazione difensiva a favore di Marco Celio Rufo. | Testo latino originale in Wikisource        | Traduzione inglese in Wikisource |
| Cicerone              | 56 a.C.                                        | 47 capitoli                                          | Orazione politica                              | De provinciis consularibus         | Orazione pronunciata in senato riguardo alle province consolari romane. | Testo latino originale in Wikisource        | |
| Cicerone              | 56 a.C.                                        | 65 capitoli                                          | Orazione giuridica                             | Pro Cornelio Balbo                 | Orazione difensiva nei confronti di Lucio Cornelio Balbo. | Testo latino originale in Wikisource        | |
| Cicerone              | 55 a.C.                                        | 41 capitoli                                          | Orazione giuridica                             | In L. Calpurnium Pisonem           | Orazione accusatoria nei confronti di Lucio Calpurnio Pisone Cesonino. | Testo latino originale in Wikisource        | Traduzione francese in Wikisource |
| Cesare                | 55 a.C.                                        | Frammenti da 2 libri                                 | Saggio linguistico                             | De analogia                        | Opera dedicata a Cicerone, in cui Giulio Cesare si occupava di questioni linguistiche. Solo un piccolo numero di frammenti è oggi conservato. Svetonio racconta che Cesare scrisse il De analogia mentre, insieme al suo esercito, attraversava le Alpi. | Testo latino originale in Wikisource        | Traduzione spagnola in Wikisource |
| Cicerone              | 55-54 a.C.                                     | 3 libri                                              | Dialogo retorico                               | De oratore                         | Fa parte della cosiddetta "trilogia retorica" assieme a Brutus e all'Orator. È strutturato in tre libri sotto forma di dialogo platonico ed ha come partecipanti Lucio Licinio Crasso, Marco Antonio, Aurelio Cotta, Servio Sulpicio Rufo, Mucio Scevola, Quinto Lutazio Catulo e Lucio Giulio Cesare Strabone. L'ambientazione è nel 91 a.C. presso la villa di campagna di Crasso a Tuscolo. | Testo latino originale in Wikisource        | |
| Cicerone              | 55-51 a.C.                                     | 6 libri (conservati parzialmente)                    | storico filosofico                             | De re publica                      | Parla della repubblica (qualche accenno al periodo regio) romana e dei risvolti filosofici visti su una prospettiva platonica | Testo latino originale in Wikisource        | |
| Cicerone              | 54 a.C.                                        | 104 capitoli                                         | Orazione giuridica                             | Pro Gneo Plancio                   | Orazione difensiva nei confronti di Gneo Plancio. | Testo latino originale in Wikisource        | |
| Cicerone              | 54 a.C.                                        | frammenti di 51 capitoli                             | Orazione giuridica                             | Pro Aemilio Scauro                 | Orazione difensiva nei confronti di Marco Emilio Scauro. | Testo latino originale in Wikisource        | |
| Cicerone              | 54 a.C.                                        | 48 capitoli                                          | Orazione giuridica                             | Pro Rabirio Postumo                | Orazione difensiva nei confronti di Gaio Rabirio Postumo, pronunciata nella fase pregiudiziale del processo contro Aulo Gabinio a causa di concussione nelle province. Verte attorno alla presenza di "bustarelle" in connessione con la reintegrazione al trono d'Egitto di Tolomeo XII Aulete. | Testo latino originale in Wikisource        | |
| Cicerone              | 52 a.C.                                        | 38 capitoli                                          | Orazione giuridica                             | Pro Milone                         | Orazione difensiva, originariamente diversa dalla versione pubblicata, non sortì il proprio effetto in quanto la curia era assediata dai fedeli della fazione clodiana. Dopo l'esilio di Tito Annio Milone subirà profonde modifiche per essere pubblicata quale ci è pervenuta: la più bella orazione di Cicerone. Contiene tra l'altro la celebre citazione "Inter arma enim silent leges" | Testo latino originale in Wikisource        | Traduzione italiana in Progetto Ovidio; Traduzione inglese in Wikisource                                                                              |
| Cicerone              | 52 a.C.                                        | 3 libri rimasti su 5                                 | Dialogo filosofico                             | De legibus                         | Si ispira all'omonima opera di Platone. Cicerone aderisce alla dottrina stoica secondo la quale le leggi non sono il frutto di semplici convinzioni, ma hanno il loro fondamento nel Diritto naturale, basato sulla ragione innata di tutti gli uomini. Quest'opera era stata concepita in difesa delle vecchie leggi costituzionali, interpretate con spirito rigidamente conservatore, dove ogni legge ed ogni istituzione era giustificata, mirando a mantenere il potere nelle mani della classe dirigente. | Testo latino originale in Wikisource        | |
| Anonimo (Sallustio?)  | 50-46 a.C.                                     | 3 lettere                                            | Epistulae                                      | Appendix Sallustiana               | Le due Epistulae ad Caesarem senem de re publica, rispecchiano le idee e lo stile di Sallustio (la prima, che sarebbe stata scritta nel 46 a.C. suggerisce al dittatore l'esercizio della clemenza; la seconda, del 50 a.C. circa, è l'esposizione di un programma politico collegato ai populares) e l'Invectiva in Ciceronem, considerata autentica da Quintiliano, ma che è probabilmente opera di un retore d'età augustea, come le altre opere spurie che sono tutte, verosimilmente, esercitazioni scolastiche di età successiva. | Testo latino originale in The latin library | |
| Cesare                | 49-48 a.C.                                     | 3 libri                                              | saggio storico e militare                      | Commentarii de bello civili        | Cesare descrive gli avvenimenti riguardanti la guerra civile degli anni 49-48 a.C. | Testo latino originale in Wikisource        | Traduzione italiana del "Progetto Ovidio"; Traduzione inglese in Wikisource di William A. McDevitte e W. S. Bohn                                      |
| anonimo (Aulo Irzio?) | 48 a.C. circa                                  | 1 libro di 42 capitoli                               | diario storico                                 | Bellum Hispaniense                 | Il contenuto dell'opera fornisce dettagli sulle campagne militari di Cesare nella penisola iberica | Testo latino originale in Wikisource        | Traduzione inglese in Wikisource di William A. McDevitte e W. S. Bohn                                                                                 |
| anonimo (Aulo Irzio?) | 48 a.C. circa                                  | 1 libro di 98 capitoli                               | diario storico                                 | Bellum Africum                     | Il contenuto dell'opera fornisce i resoconti delle campagne di Cesare contro i suoi nemici repubblicani nella provincia romana dell'Africa | Testo latino originale in Wikisource        | Traduzione inglese in Wikisource di William A. McDevitte e W. S. Bohn                                                                                 |
| Cicerone              | 48 a.C.                                        | 6 parti                                              | Opera filosofico                               | Paradoxa stoicorum                 | Teoremi di spiegazione dei paradossi etici della scuola degli stoici. Si tratta di esercitazioni di casistica oratoria, spesso giudicate di basso livello dalla critica. | Testo latino originale in Wikisource        | |
| anonimo (Aulo Irzio?) | 48-45 a.C.                                     | 1 libro di 78 capitoli                               | diario storico                                 | Bellum Alexandrinum                | Il contenuto fornisce il resoconto delle campagne di Cesare ad Alessandria, in Egitto e nella provincia d'Asia | Testo latino originale in Wikisource        | Traduzione inglese in Wikisource di William A. McDevitte e W. S. Bohn                                                                                 |
| Cicerone              | 48-43 a.C.                                     | 3 epistulae                                          | Epistolario                                    | Epistulae ad Quintum fratrem       | Contengono le lettere indirizzate dall'oratore al fratello Quinto Tullio Cicerone. | Testo latino originale in Wikisource        | Traduzione inglese in Wikisource |
| Cicerone              | 48-43 a.C.                                     | 2 epistulae                                          | Epistolario                                    | Epistulae ad Marcum Brutum         | Contengono le lettere indirizzate dall'oratore a Marco Bruto. | Testo latino originale in Wikisource        | Traduzione inglese in Wikisource |
| Varrone               | 47-44 a.C.                                     | 6 libri pervenuti su 25                              | Trattato linguistico e grammaticale            | De lingua Latina                   | Contiene le teorie linguistiche e grammaticali dell'autore. | Testo latino originale in The latin library | |
| Cicerone              | 46 a.C.                                        | 333 capitoli                                         | opera di retorica                              | Brutus                             | Il libro vede come protagonisti lo stesso Cicerone, l'amico editore e politico Tito Pomponio Attico e Marco Giunio Bruto. L'opera, facente parte di una cosiddetta trilogia includente De oratore e Orator, ha come tema la polemica dei neoattici contro gli asiani. | Testo latino originale in Wikisource        | Traduzione italiana del Progetto Ovidio |
| Cicerone              | 46 a.C.                                        | 23 capitoli                                          | trattato retorico-politico                     | De optimo genere oratorum          | I temi, usati anche nell'Orator, vertono sulla questione delle idee di due correnti di retori riguardo al miglior modo di amministrare l'oratoria: gli atticisti e gli asiani. | Testo latino originale in Wikisource        | |
| Cicerone              | 46 a.C.                                        | 133 capitoli                                         | dialogo manualistico retorico                  | Partitiones oratoriae              | Dialogo tra Cicerone e il figlio Marco, che chiede al padre di esporgli i principi basilari dell'arte retorica, vale a dire: la partizione dei tre generi dell'eloquenza (deliberativum, iudiciale, demonstrativum), quella interna alle singole orazioni (exordium, narratio, argumentatio e peroratio) e la suddivisione delle fasi della composizione di un'orazione (inventio, dispositio, elocutio, memoria e actio). | Testo latino originale in Wikisource        | |
| Cicerone              | 46 a.C.                                        | 238 capitoli                                         | Opera retorica-politica                        | Orator                             | Dedicata a Marco Giunio Bruto, questo trattato faceva parte di una trilogia, assieme al De oratore e al Brutus, incentrata sul tema della ricerca del perfetto oratore. | Testo latino originale in Wikisource        | |
| Cicerone              | 46 a.C.                                        | 34 capitoli                                          | Orazione giuridica                             | Pro Marco Marcello                 | Orazione difensiva nei confronti di Marco Claudio Marcello, indirizzata a Cesare in quanto dittatore. | Testo latino originale in Wikisource        | Traduzione italiana in Progetto Ovidio; Traduzione inglese in Wikisource                                                                              |
| Cicerone              | 46 a.C.                                        | 38 capitoli                                          | Orazione giuridica                             | Pro Quinto Ligario                 | Orazione difensiva nei confronti di Quinto Ligario, indirizzata a Cesare in quanto dittatore. | Testo latino originale in Wikisource        | Traduzione italiana in Progetto Ovidio |
| Cicerone              | 45 a.C.                                        | 43 capitoli                                          | Orazione giuridica                             | Pro rege Deiotaro                  | Orazione difensiva nei confronti del re Deiotaro, indirizzata a Cesare in quanto dittatore. | Testo latino originale in Wikisource        | Traduzione italiana in Progetto Ovidio |
| Cicerone              | 45 a.C.                                        | Dell'opera è rimasto solo il primo libro (su sei)    | opera filosofica                               | Academica                          | Cicerone espone a Lucullo e a Catullo le teorie riguardo al problema gnoseologico trattato nei secoli passati già dagli stoici. | Testo latino originale in Wikisource        | Traduzione francese in Wikisource |
| Cicerone              | 45 a.C.                                        | 5 libri                                              | Trattato di filosofia                          | De finibus bonorum et malorum      | Cicerone si pone il problema di cosa sia il sommo bene, tenendo in considerazione le due filosofie antiche stoica ed epicurea che, rispettivamente, lo classificavano come virtù e piacere. | Testo latino originale in Wikisource        | Traduzione inglese di Lacus Curtius |
| Cicerone              | 45 a.C.                                        | 5 libri                                              | Dialogo filosofico                             | Tusculanae disputationes           | Composte sotto la dittatura di Cesare, quando Catone Uticense era già stato costretto al suicidio e la repubblica aveva praticamente cessato di esistere. Il dittatore si era dimostrato clemente, ma aveva dato a intendere agli intellettuali che non avrebbe accettato una loro "insubordinazione": a Cicerone, che aveva scritto un libro in memoria di Catone, Cesare aveva risposto con l'Anticato ("Anticatone"), in cui criticava l'illustre morto, mostrando quale sarebbe stato il suo atteggiamento verso gli oppositori. | Testo latino originale in Wikisource        | Traduzione francese in Wikisource |
| Cesare                | 45 a.C.                                        | Frammenti da 2 libri                                 | Epistulae                                      | Anticato                           | Cesare aveva risposto con l'Anticato ("Anticatone"), a Cicerone, che aveva scritto un libro in memoria di Catone. Il dittatore criticava l'illustre morto, mostrando quale sarebbe stato il suo atteggiamento verso gli oppositori. | Testo latino originale in Wikisource        | |
| Cicerone              | 45-44 a.C.                                     | 3 libri                                              | Trattato di religione-filosofia                | De natura deorum                   | Fu scritto poco prima della morte di Cesare ed inviato a Bruto. Cicerone orchestra una conversazione tra un epicureo, Velleio, uno stoico, Balbo, ed un accademico, Cotta, che espongono e discutono le opinioni dei vecchi filosofi sugli dei e sulla Provvidenza. | Testo latino originale in Wikisource        | Traduzione italiana del Progetto Ovidio |
| Cicerone              | 44 a.C.                                        | 85 capitoli                                          | Dialogo filosofico                             | Cato Maior de senectute            | Cicerone immagina Catone il Censore all'età di 84 anni ed esprime la sua nostalgia del buon tempo antico, quando a Roma l'uomo politico eminente poteva mantenere prestigio e autorevolezza fino alla più tarda età. | Testo latino originale in Wikisource        | Traduzione italiana in Wikisource ; Traduzione inglese di Lacus Curtius                                                                               |
| Cicerone              | 44 a.C.                                        | 2 libri                                              | Dialogo filosofico-religioso                   | De divinatione                     | Quest'opera, probabilmente la più originale tra tutte quelle composte da Cicerone, mette in luce un'opinione molto esplicita sulla fiducia che bisogna riporre nell'arte aruspicina. Sebbene discuta anche delle opinioni stoiche al riguardo, si nota che Cicerone tratta gli argomenti con la dimestichezza di chi ha potuto osservare da vicino il funzionamento della religione romana (nelle vesti di augure), e può trarne un lucido giudizio, che non può non essere negativo. Da quest'opera e dal terzo libro del De natura deorum i primi cristiani attinsero argomenti per combattere il politeismo.                                                    | Testo latino originale in Wikisource        | Traduzione italiana del Progetto Ovidio ;Traduzione inglese in Wikisource ; Traduzione inglese di Lacus Curtius                                       |
| Cicerone              | 44 a.C.                                        | 48 capitoli (testo incompleto)                       | Dialogo filosofico                             | De fato                            | Viene argomentata la dottrina provvidenzialistica degli stoici | Testo latino originale in Wikisource        | Traduzione italiana del Progetto Ovidio; Traduzione francese in Wikisource                                                                            |
| Cicerone              | 44 a.C.                                        | 104 capitoli                                         | Dialogo filosofico                             | Laelius de amicitia                | Immaginato svolgersi nel 129 a.C., era dedicato a Tito Pomponio Attico. Delinea, in un dialogo tenuto da Mucio Scevola, Gaio Fannio e Lelio, tutte le sfumature dell'amicizia, unendo la visione epicurea (tipicamente attichiana) e quella stoica (ciceroniana). | Testo latino originale in Wikisource        | Traduzione italiana del Progetto Ovidio; Traduzione inglese in Wikisource ; Traduzione inglese di Lacus Curtius                                       |
| Cicerone              | 44 a.C.                                        | 104 capitoli                                         | Opera retorica                                 | Topica                             | Scritti nel corso del viaggio in Grecia, su sollecitazione dell'amico Trebazio, trattano della dottrina dell'inventatio divulgata da Aristotele, ovvero l'arte di saper trovare gli argomenti. In questa produzione retorica vengono considerati i luoghi (topoi) come ottimo spunto per ogni genere di argomento ed utilizzabili per qualunque disciplina (poesia, politica, retorica, filosofia, ecc.) | Testo latino originale in Wikisource        | |
| Cicerone              | 44-43 a.C. (dopo la morte di Cesare)           | 3 libri                                              | Opera filosofica                               | De officiis                        | Il De officiis è l'ultima opera filosofica di Cicerone, dedicata al figlio Marco che si trovava ad Atene. L'opera, ispirata ad un lavoro dello stoico Panezio, è divisa in tre libri: il primo tratta di ciò che è onesto, il secondo di ciò che utile, ed il terzo traccia una comparazione tra utile ed onesto. Nell'opera, Cicerone non fornisce profonde spiegazioni con rigore scientifico, ma enuncia una serie di ottimi precetti, indispensabili per fare di un uomo un buon cittadino romano, ligio ai suoi doveri e dunque in grado di vivere nell'ottica della virtus.                                                                                  | Testo latino originale in Wikisource        | Traduzione inglese di Lacus Curtius |
| Cicerone              | 44/43 a.C.                                     | frammenti                                            | Poema epico-storico                            | De Mario                           | Cicerone parla delle imprese del console Gaio Mario. L'opera è importante per il passaggio dell'autore dal genere alessandrino a quello storico mescolato alla poesia, cioè epico. | Testo latino originale in Wikisource        | Traduzione inglese in Wikisource |
| Cicerone              | 44/43 a.C.                                     | 14 orazioni                                          | Orazioni giuridiche                            | In M. Antonium Philippicae         | Sono le orazioni pronunciate contro Marco Antonio dal 2 settembre del 44 a.C. al 21 aprile del 43 a.C., ad eccezione della II Filippica, immaginata come pronunciata in senato, in risposta agli sprezzanti attacchi di Antonio nei suoi riguardi, durante l'assemblea del 19 settembre (a cui Cicerone non partecipò). Questa orazione di Cicerone, accuratamente preparata nella sua villa a Pozzuoli, poi inviata all'amico Attico, ma mai pronunciata, venne presumibilmente fatta circolare negli ambienti politici romani prima del 20 dicembre 44, giorno in cui la III e la IV Filippica vennero presentate rispettivamente in senato e davanti al popolo. | Testo latino originale in Wikisource        | |
| Sallustio             | 43-40 a.C.                                     | 61 capitoli                                          | Monografia storica                             | De Coniuratione Catilinae          | L'opera narra la congiura ordita da Lucio Sergio Catilina nel 63 a.C., nel tentativo, rivelatosi poi fallimentare e costatogli la vita, di instaurare una dittatura populista e antinobiliare (in nobilitas) a Roma. La congiura catilinaria viene vista dallo storico di Amiternum come uno degli argomenti più significativi della decadenza morale e sociale della classe dirigente romana (specie dei senatori) durante il I secolo a.C., una corruzione che egli denuncia e critica severamente lungo tutta la narrazione. | Testo latino originale in Wikisource        | Traduzione italiana in Wikisource e qui in Progetto Ovidio                                                                                            |
| Cornelio Nepote       | 40 a.C. circa                                  | 16 libri di cui ne è rimasto solo 1 integro          | Biografie storiche                             | De viris illustribus               | È una raccolta di biografie in sedici libri ripartiti in sezioni. Ci è pervenuto integralmente solo il libro dedicato ai condottieri stranieri (De excellentibus ducibus exterarum gentium), con le vite di: Temistocle, Aristide, Pausania, Cimone, Lisandro, Alcibiade, Trasibulo, Conone, Dione, Ificrate, Cabria, Timoteo, Datame, Epaminonda, Pelopida, Agesilao, Eumene, Focione, Timoleonte, I Re (successori di Alessandro Magno), Amilcare Barca e Annibale. Inoltre ci sono pervenute anche le vite di due storici romani: Marco Porcio Catone e Tito Pomponio Attico.                                                                                   | Testo latino originale in Wikisource        | Traduzione italiana in Progetto Ovidio |
| Sallustio             | 40 a.C. circa                                  | 114 capitoli                                         | Monografia storica                             | Bellum Iugurthinum                 | L'opera narra la congiura ordita da Lucio Sergio Catilina nel 63 a.C., nel tentativo, rivelatosi poi fallimentare e costatogli la vita, di instaurare una dittatura populista e antinobiliare a Roma. La congiura catilinaria viene vista dallo storico di Amiternum come uno degli argomenti più significativi della decadenza morale e sociale della classe dirigente romana (specie dei senatori) durante il I secolo a.C., una corruzione che egli denuncia e critica severamente lungo tutta la narrazione. | Testo latino originale in Wikisource        | Traduzione italiana in Wikisource e qui in Progetto Ovidio                                                                                            |
| Sallustio             | 39 a.C.                                        | Frammenti di 5 libri                                 | Saggio storico                                 | Historiae                          | Composte dopo le due monografie, il De Catilinae coniuratione ed il Bellum Iugurthinum, mostrano l'intento di Sallustio di narrare, secondo una scansione per annum, la storia. L'opera è però incompleta; ne restano infatti solo dei frammenti, comunque significativi, assieme ad una silloge di quattro discorsi e di due lettere, tramandati dall'uso che se ne fece nelle scuole di retorica: ciò consente, almeno in parte, di ricostruirne la struttura complessiva. | Testo latino originale in The latin library | |
| Virgilio              | 38 a.C. circa (scritta tra il 42 e il 39 a.C.) | 10 libri                                             | Raccolta di ecloghe                            | Bucoliche                          | Sono una raccolta di dieci componimenti detti "ecloghe" di stile perlopiù bucolico e che seguono il modello del poeta siciliano Teocrito. Il termine "Bucoliche" deriva dal greco Βουκολικά (da βουκόλος = pastore, mandriano, bovaro); sono state definite anche ἐκλογαί, ecloghe, ovvero "poesie scelte". Esse furono il primo frutto della poesia di Virgilio, ma, nello stesso tempo, possono essere considerate la trasformazione in linguaggio poetico dei precetti di vita appresi dalla scuola epicurea di Napoli. | Testo latino originale in Wikisource        | Traduzione inglese in Wikisource |
| Varrone               | 37 a.C.                                        | 3 libri                                              | Trattato di agronomia                          | De re rustica                      | L'autore ha utilizzato il modello del dialogo aristotelico, che elogia l'agricoltura nelle sue varie forme, da un punto di vista economico ma anche per il piacere ricavabile da essa. | Testo latino originale in The latin library | Traduzione inglese di R.G.Kent e su Lacus Curtius. |
| Orazio                | 35 a.C. (scritte a partire dal 41/40 a.C.)     | 2 libri                                              | Satira                                         | Sermones                           | Scritte in esametri ed articolate in argomenti letterario–programmatici, che vanno dal proemio al commiato, a riflessioni sull'incontentabilità umana e l'avarizia, espressioni contro l'adulterio, financo a un diario di viaggio, un ripensamento della propria condizione sociale e un resoconto dei rapporti con Mecenate, al quale fu dedicato il primo libro (pubblicato nel 35 a.C.). | Testo latino originale in Wikisource        | Traduzione italiana in Wikisource |